# Chrysosoma chrysoleucum
Chrysosoma chrysoleucum är en tvåvingeart som beskrevs av Frey 1924. Chrysosoma chrysoleucum ingår i släktet Chrysosoma och familjen styltflugor. Inga underarter finns listade i Catalogue of Life.